# Туристическа хижа
Туристическата хижа, наричана понякога планинска хижа (дори алпийска хижа) или само хижа, е вид сграда, предназначена да осигури подслон и евентуално храна на планинари, алпинисти, туристи. Хижите обикновено се намират далече от населени места (най-често в планина).
Хижите обикновено се управляват от поддържащ ги туристически клуб, най-често базиран в съседен град. Всеки посетител има право на достъп до хижите, а членове на поддържащия клуб (и на други туристически организации) може да ползват отстъпка.
Имат спални помещения, столова, тоалетни и/или бани, както и обслужващ персонал. Повечето хижи са с персонал от туристическия клуб през натоварения сезон, който обслужва спалните, предлага често ястия и напитки на планинарите (подобно на ресторант), но обикновено с ограничен избор поради трудното доставяне на храна до хижата.
Често хижи в отдалечени райони нямат персонал, въпреки че на планинари е разрешен достъп до тях. Някои са съвсем малки и служат по-скоро за временен подслон и почивка от няколко часа. Обикновено са заредени с чай и други неща от първа необходимост.
Предоставят прости и понякога съвсем скромно оборудвани места за спане. Леглата им може да са от дъски или да са с пружини/матраци. Хижите са категоризирани според тяхното разположение, оборудване, удобства и услуги.
Използват се също за стационарни спасителни станции и базови лагери при организиране на спасителни работи.
По планините в България са изградени много хижи, които осигуряват на туристите условия за отдих и нощувка.